# Personaggi di Zorro (serie animata)
Di seguito vengono elencati i personaggi della serie anime Zorro, prodotta nel 1994.

## Personaggi principali

### Don Diego de la Vega
Don Diego de la Vega (ドン・ディエゴ・ベガ?, Don Diego Bega), alias Zorro (ゾロ?, Zoro), è il protagonista della serie. Diciottenne rampollo del più ricco possidente della California spagnola, torna nella cittadina di San Tasco dopo essere stato per alcuni anni a studiare in Spagna. Fingendo di essere pigro e codardo, diventa il vendicatore mascherato che aiuta gli oppressi e punisce i malvagi. È doppiato in giapponese da Toshihiko Seki e in italiano da Claudio Moneta da adulto e da Donatella Fanfani da bambino.

### Bernardo
Bernardo (ベルナルド?, Berunarudo), alias Little Zorro (リトル・ゾロ?, Ritoru Zoro), è il coprotagonista della serie. Un orfano di nove anni, è stato adottato dalla famiglia de la Vega in tenera età. Quando scopre che Diego è il suo eroe, diventa l'aiutante di Zorro e molte volte è proprio lui a trarlo d'impaccio.
Il personaggio è molto diverso dal Bernardo dello Zorro originale, il servo muto di Don Diego de la Vega che conosce l'identità di Zorro, comparso fin dal romanzo La maledizione di Capistrano, in cui appare per la prima volta Zorro. È doppiato in giapponese da Rica Matsumoto e in italiano da Veronica Pivetti.

### Lolita Prideaux
Lolita Prideaux (ロリタ・プリド?, Rorita Purido) è la protagonista femminile della serie. Ha diciassette anni ed è innamorata di Zorro, anche se non sa che è Diego, cosa che però scopre nel penultimo episodio.
Il personaggio deriva da Lolita Pulido, che compare nel romanzo originale di Zorro, La maledizione di Capistrano, e nel primo film, Il segno di Zorro del 1920. La scrittura giapponese Purido (プリド?), in katakana, può infatti derivare sia dal cognome spagnolo del personaggio tradizionale, Pulido, sia dal francese Prideaux, che è invece stato scelto dalla produzione italiana per questa serie. La Lolita Pulido originale, però, non è la fidanzata di Diego, ma al contrario non prova alcun interesse per lui, essendo invece innamorata di Zorro, di cui conosce l'identità alla fine. È doppiata in giapponese da Maria Kawamura e in italiano da Gaia De Laurentiis.

### Raimundo
Raimundo, nel doppiaggio giapponese Raymond (レイモン?, Reimon), è il principale antagonista della serie. Nonostante nell'edizione italiana venga sempre chiamato Raimundo, nel titolo dell'episodio 51 viene scritto come Raymond anche se nel doppiaggio il nome continua a rimanere invariato. È il malvagio comandante della guarnigione di San Tasco, che pensa solo al proprio tornaconto. Alla fine, anche se la giustizia nel paese è compiuta, si rifiuta di arrendersi all'evidenza, preferendo la morte alla resa, e viene ucciso in un ultimo duello proprio da Zorro, che nonostante tutto gli dispiace.
Il personaggio deriva dal capitano Juan Ramon, presente nel romanzo originale La maledizione di Capistrano, dove viene ucciso da Zorro, e in vari film. È doppiato in giapponese da Jūrōta Kosugi e in italiano da Cesare Rasini.

### Gabriel
Gabriel (ガブリエル?, Gaburieru) è il malvagio tenente della guarnigione di San Tasco, agli ordini di Raimundo. Alla fine, viene battuto da Garcia grazie a Maria e, per ordine del governatore, arrestato insieme ai suoi uomini per alto tradimento della corona, venendo sicuramente condannato a morte o al carcere a vita.
Il personaggio non era mai comparso nelle storie precedenti di Zorro, ma riprende alcuni aspetti dello stesso capitano Ramon da cui deriva Raimundo: per esempio, anche Ramon è innamorato di Lolita. È doppiato in giapponese da Ken'yū Horiuchi e in italiano da Stefano Albertini.

### Garçia
Garçia, nel doppiaggio giapponese Gonzales (ゴンザレス?, Gonzaresu), è il sergente della guarnigione di San Tasco, ben voluto sia dai militari che dalla gente. Sebbene nemico di Zorro, ha sempre rispettato il giustiziere mascherato. Alla fine, quando la giustizia trionfa, diventa finalmente il nuovo tenente della guarnigione.
Il personaggio è basato sul sergente Demetrio López García, comparso nella serie televisiva Zorro della Disney, prodotta dal 1957 al 1959, da cui deriva il nome italiano, e sul sergente Pedro Gonzales, da cui deriva il nome giapponese, che compare invece nel romanzo originale La maledizione di Capistrano e nel primo film Il segno di Zorro. È doppiato in giapponese da Kōzō Shioya e in italiano da Tony Fuochi.

## Personaggi ricorrenti

### Don Alejandro de la Vega
Don Alejandro de la Vega (ドン・アレハンドロ・ベガ?, Don Arehandoro Bega) è il padre di Diego. Ha quarantotto anni ed è il più ricco proprietario terriero del paese, rimasto vedovo quando il figlio era bambino. Ha capito subito che Diego è Zorro, ma preferisce mantenere il segreto e aiutarlo di nascosto ogni volta che può.
Anche Don Alejandro de la Vega è un personaggio legato allo Zorro tradizionale, comparso fin dal romanzo originale La maledizione di Capistrano. È doppiato in giapponese da Ikuya Sawaki e in italiano da Enrico Bertorelli.

### Don Carlos Prideaux
Don Carlos Prideaux (カルロス・プリド?, Karurosu Purido) è il padre di Lolita. Ha cinquant'anni ed è un proprietario terriero, ma in una grave situazione finanziaria.
È basato su Don Carlos Pulido, padre di Lolita Pulido nel romanzo e nel film. È doppiato in giapponese da Shōzō Iizuka e in italiano da Maurizio Scattorin.

### Catarina Prideaux
Catarina Prideaux (カタリナ・プリド?, Katarina Purido) è la madre di Lolita e la moglie di Don Carlos. Ha trentotto anni ed è molto legata al marito. A differenza della figlia, è molto emotiva e piange spesso.
È basato su Doña Catalina Pulido, madre di Lolita Pulido nel romanzo e nel film. Anche il nome Katarina (カタリナ?) scritto in katakana, infatti, può derivare sia dal nome originale Catalina sia dal nome Catarina, scelto per questa serie dalla produzione italiana. È doppiata in giapponese da Kumiko Takizawa e in italiano da Patrizia Scianca.

### Maria
Maria (マリア?, Maria) è la governante di casa de la Vega. È una donna di mezza età, di grande corporatura, buona con tutti e molto dedita al suo lavoro. È doppiata in giapponese da Atsuko Mine e in italiano da Elisabetta Cesone.

### Fulmine
Fulmine, nel doppiaggio giapponese Viento (ビエント?, Biento), è il destriero di Zorro, che capisce ogni gesto e sguardo del padrone.
Essendo di colore bianco, è diverso dal cavallo nero tradizionale di Zorro, senza nome nel romanzo originale La maledizione di Capistrano e successivamente chiamato Tornado o Toronado.

### Tackle
Tackle (タックル?, Takkuru) è il cane di Diego, un alano che ha aspettato in California quando il padrone era in Spagna. Aiuta Diego nelle vesti di Zorro.

### Figaro
Figaro (フィガロ?, Figaro) è il cane di Bernardo, un bulldog piuttosto tozzo. Nonostante sembri pigro quando vaga per la fattoria, è sempre pronto ad accorrere per aiutare il padrone. È doppiato in giapponese da Kōji Kurose.

### Arianna
Arianna, nel doppiaggio giapponese Nikita (ニキータ?, Nikīta), è un'amica di Bernardo, di cui è innamorato e corrisposto. Nonostante nell'edizione italiana venga sempre chiamata Arianna, nell'episodio 28 Bernardo si riferisce a lei come "Nikita". È doppiata in giapponese da Ikue Ōtani e in italiano da ? (ep. 13), Federica Valenti (ep. 20) e Donatella Fanfani (ep. 28, 38, 41 e 47).

### Manuel
Manuel (マヌエル?, Manueru) è uno dei migliori amici di Bernardo. È doppiato in giapponese da ? e in italiano da Paolo Torrisi (ep. 11, 28, 38, 44, 47 e 52), Patrizia Scianca (ep. 20) e ? (ep. 26).

### Sergio
Sergio (セルジオ?, Serujio) è uno dei migliori amici di Bernardo. È doppiato in giapponese da ? e in italiano da Irene Scalzo (ep. 11), ? (ep. 20) e ? (ep. 26, 28, 38, 44, 47 e 52).

### Leone
Leone, nel doppiaggio giapponese Leona (レオナ?, Reona), è una delle migliori amiche di Bernardo, dall'aspetto e con gli abiti di un ragazzo. Nel doppiaggio italiano dell'episodio 21 viene erroneamente definito un maschio, mentre a partire dal numero 47 torna ad essere correttamente una femmina. I suoi genitori sono venuti in California dopo il matrimonio e, dopo la morte prematura della madre, deve aiutare il padre nel suo lavoro di fabbro. Il suo grande sogno è di riuscire a volare. È doppiata in giapponese da Kazue Ikura e in italiano da Jasmine Laurenti.

### Governatore generale
Il governatore generale (総督?, Sōtoku) della California, alle dipendenze del re, sembra un uomo malvagio, ma in realtà è molto onesto e rispettato. È sposato, ma non ha avuto figli. Alla fine, dopo essere stato salvato da Zorro, scopre finalmente che i veri colpevoli sono Raimundo e Gabriel, così fa trionfare la giustizia nel paese. Zorro gli rivela di essere Diego e viene graziato da tutte le false accuse.
Nel romanzo originale La maledizione di Capistrano è presente un governatore generale e diversi altri sono comparsi nei film. Nella realtà, nell'anno 1800 in cui è ambientata la serie, si sono succeduti ben tre governatori: Diego de Borica, Pedro de Alberni (ad interim) e José Joaquín de Arrillaga. È doppiato in giapponese da Osamu Saka e in italiano da Maurizio Trombini.

### Jekyll
Jekyll (ジキール?, Jikīru) è un onesto capitano quarantenne della guarnigione di San Tasco. Alla fine, quando la giustizia trionfa, ne diventa il nuovo comandante. È doppiato in giapponese da Shigezō Sasaoka e in italiano da Mario Scarabelli e Mario Zucca (ep. 36 e 39).

### Brown
Brown (ブラウン?, Buraun) è un mercante della zona. Malvagio ladro e contrabbandiere, vuole avere il monopolio della vendita di approvvigionamenti alla fortezza e per questo cerca d'ingraziarsi i soldati, soprattutto Raimundo. Viene infine arrestato da Garcia grazie a Zorro. È doppiato in giapponese da Yuu Shimaka e in italiano da Roberto Colombo e da ? (ep. 16 e 22).

### Kapital
Kapital (カピタル?, Kapitaru) è il capo della sede della compagnia commerciale dell'India del Sud in California e alleato di Raimundo. Nel penultimo episodio viene arrestato, insieme al suo assistente, da un ispettore della compagnia commerciale e deportato alla sede centrale, per essere giudicato di negligenza e tradimento. È doppiato in giapponese da Jun Hazumi e in italiano da Roberto Colombo.